# I Am (minialbum)
I Am – debiutancki minialbum południowokoreańskiej grupy (G)I-dle, wydany 2 maja 2018 roku przez wytwórnię Cube Entertainment. Płytę promował singel „Latata”.

## Lista utworów
| CD | CD                                       | CD                                            | CD                                    | CD                      | CD      |
| Nr | Tytuł utworu                             | Tekst                                         | Kompozycja                            | Aranżacja               | Długość |
| -- | ---------------------------------------- | --------------------------------------------- | ------------------------------------- | ----------------------- | ------- |
| 1. | „Latata”                                 | Soyeon                                        | Soyeon, Big Sancho                    | Soyeon, Big Sancho      | 3:22    |
| 2. | „$$$” (kor. 달라)                        | Le`mon, Soyeon                                | Yoon Jong Sung, Le`mon                | Yoon Jong Sung          | 3:31    |
| 3. | „Maze”                                   | Son Young-jin, Ferdy, Soyeon                  | Son Young-jin, Ferdy                  | Son Young-jin, Ferdy    | 3:20    |
| 4. | „Don't Text Me”                          | Big Sancho, Park Hae-il, Jerry Potter, Soyeon | Big Sancho, Park Hae-il, Jerry Potter | Big Sancho, Park Hae-il | 3:36    |
| 5. | „What's in Your House?” (kor. 알고 싶어) | Arin, Vincenzo, Fuxxy, Any Masingga, Soyeon   | Arin, Vincenzo, Fuxxy, Any Masingga   | Vincenzo, Any Masingga  | 3:27    |
| 6. | „Hear Me” (kor. 들어줘요)                | Son Young-jin, Noh Kyung-min                  | Son Young-jin                         |                         | 3:56    |

## Notowania
| Lista                        | Pozycja |
| ---------------------------- | ------- |
| South Korean Albums (Circle) | 6       |
| US World Albums (Billboard)  | 5       |

## Nagrody w programach muzycznych
| Program            | Data         | Źródło |
| ------------------ | ------------ | ------ |
| M Countdown (Mnet) | 24 maja 2018 | [ 4 ]  |
| The Show (SBS MTV) | 22 maja 2018 | [ 5 ]  |
| The Show (SBS MTV) | 29 maja 2018 | [ 6 ]  |

## Sprzedaż
| Kraj             | Sprzedaż |
| ---------------- | -------- |
| Korea Południowa | 51 831   |